# 周坤
周坤（1468年—？），字順卿，直隸太倉州人。明朝政治人物。

## 生平
治《詩經》，由國子生中式應天府鄉試第九十八名舉人，年四十一歲中式正德三年（1508年）戊辰科會試第二百三十二名，第二甲第二十八名進士。授南京主事，歷升郎中。出爲浙江寧波府知府。因侍上官不周，改雲南曲靖軍民府知府，於是去官歸里，家居近二十年。

## 家族
曾祖周以舟。祖周杞。父周燧。母徐氏；继母凌氏。具庆下。有弟周墨，弘治末進士、刑部主事。次弟周壂、周埜、周坦。